# Copa del Món de voleibol femenina
La Copa del Món de voleibol femenina és un torneig de voleibol que classifica els tres primers per als Jocs Olímpics. El torneig va ser creat el 1973.

## Història

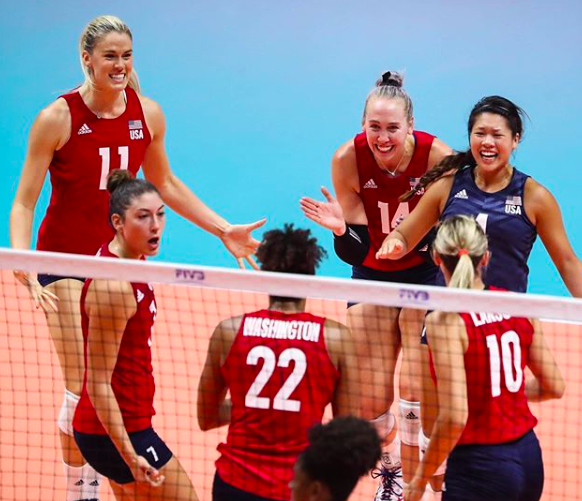
Selecció de voleibol femenina dels Estats Units.

La Copa del Món femenina fou creada el 1973 amb l'objectiu d'omplir els forats que deixaven els dos grans torneigs mundials, els Jocs Olímpics d'Estiu i el Campionat mundial. Es disputa cada quatre anys, inicialment l'any següent a la celebració dels Jocs Olímpics. Inicialment es disputava en seus diferents, però des del 1977 la seu fou establerta permanentment al Japó.
Als anys 90, la introducció de la World League anual, les motivacions originàries per la creació de la Copa del Món esdevingueren obsoletes i la FIVB decidí canviar-ne la fórmula el 1991: la competició es passà a disputar l'any precedent als Jocs, i es convertí en el primer torneig qualificador per la competició, garantint una plaça per al campió. A partir de l'any 1995 els equips classificats s'augmentà a tres, romanent fins 2015 quan les places foren novament reduïdes a dos. Amb el canvi de classificació per als Jocs Olímpics d'estiu de París, la Copa del Món de 2023 serví com un dels tres tornejos de classificació olímpica. Només vuit equips participaren en aquesta edició, amb dues places per als Jocs Olímpics de París per als dos primers equips.

## Sistema de competició
La Copa del Món té el següent sistema de competició:
- La competició es disputa al Japó.
- Hi prenen part 12 equips, 10 classificats i 2 per invitació.
- El Japó sempre es prequalifica com a nació seu.
- Cinc equips es classifiquen com a campions continentals, i els quatre millors finalistes continentals segons el rànquing de la FIVB.
- Des del 1999, només les nacions no classificades encara pels Jocs prenen part a la competició.
- La competició es divideix en dues fases.
- En la primera fase les seleccions se separen en dos grups, enfrontant-se tots contra tots de cada grup.
- En la segona fase les seleccions s'enfronten amb les seleccions de l'altre grup.
- La classificació final es calcula pel sistema habitual del voleibol, nombre de victòries, quocient de punts, quocient de sets i enfrontaments directes.
- Les tres primeres seleccions es classifiquen pels Jocs Olímpics de l'any següent.
- El torneig és força restrictiu, només es permet la participació de 12 jugadors per equip, sense possibilitat de ser reemplaçats, inclòs en cas de lesió.

## Historial
Font:
| Any  | Seu     | Or              | Argent          | Bronze          |
| ---- | ------- | --------------- | --------------- | --------------- |
| 1973 | Uruguai | Unió Soviètica  | Japó            | Corea del Sud   |
| 1977 | Japó    | Japó            | Cuba            | Corea del Sud   |
| 1981 | Japó    | R.P. de la Xina | Japó            | Unió Soviètica  |
| 1985 | Japó    | R.P. de la Xina | Cuba            | Unió Soviètica  |
| 1989 | Japó    | Cuba            | Unió Soviètica  | R.P. de la Xina |
| 1991 | Japó    | Cuba            | R.P. de la Xina | Unió Soviètica  |
| 1995 | Japó    | Cuba            | Brasil          | R.P. de la Xina |
| 1999 | Japó    | Cuba            | Rússia          | Brasil          |
| 2003 | Japó    | R.P. de la Xina | Brasil          | Estats Units    |
| 2007 | Japó    | Itàlia          | Brasil          | Estats Units    |
| 2011 | Japó    | Rússia          | Polònia         | Brasil          |
| 2015 | Japó    | Estats Units    | Itàlia          | Polònia         |
| 2019 | Japó    | R.P. de la Xina | Estats Units    | Rússia          |
| 2023 | Japó    | Turquia         | Brasil          | Japó            |

## Millor jugadora del torneig
- 1973:  Jo Hea-jung (KOR)[3]
- 1977:  Takako Shirai (JPN)
- 1981:  Sun Jinfang (CHN)
- 1985:  Lang Ping (CHN)
- 1989:  Mireya Luis (CUB)
- 1991:  Caren Kemner (USA)
- 1995:  Mireya Luis (CUB)
- 1999:  Taismary Agüero (CUB)
- 2003:  Małgorzata Glinka (POL)
- 2007:  Simona Gioli (ITA)
- 2011:  Carolina Costagrande (ITA)
- 2015:  Zhu Ting (CHN)
- 2019:  Zhu Ting (CHN)